# Mario Sciarra
Mario Sciarra (Río Negro - 24 de mayo de 1930 - 23 de diciembre de 2015) fue un futbolista profesional argentino, que desarrolló la mayor parte de su vida futbolística en Argentinos Juniors, llevando que se convirtiera en el tercer futbolista con más partidos y el sexto máximo goleador.

## Carrera
Se formó en Ferro Carril Oeste donde debutó en primera división 1950, permaneció en el equipo de Caballito hasta 1951, para pasar a jugar en Argentinos Juniors donde se convirtió en el tercer futbolista (detrás de Oscar Di Stéfano y Sergio Batista) con más partidos con un total de 279 y el sexto máximo goleador de la historia del club, habiendo anotado 65 tantos.
También fue el primer futbolista no nacido en Argentinos Juniors en llegar a los 200 partidos en el Club, está marca la logró ante San Lorenzo un 30 de noviembre de 1958.

## Clubes
| Club               | País      | Año       |
| ------------------ | --------- | --------- |
| Ferro Carril Oeste | Argentina | 1950-1951 |
| Argentinos Juniors | Argentina | 1952–1961 |
| Sportivo Italiano  | Argentina | 1962–1963 |

## Palmarés
| Título             | Club               | País      | Año  |
| ------------------ | ------------------ | --------- | ---- |
| Primera B Nacional | Argentinos Juniors | Argentina | 1955 |

Otros logros:
- Subcampeón de la Segunda División Argentina de 1954 con Argentinos Juniors.